# Rhampholeon colemani
Rhampholeon colemani — вид ігуаноподібних ящірок родини хамелеонових (Chamaeleonidae). Ендемік Танзанії. Описаний у 2022 році.

## Поширення і екологія
Rhampholeon colemani відомі з типової місцевості, розташованої в горах Удзунгва на південному сході Танзанії, на висоті 1200 м над рівнем моря. Вони живуть у вологих гірських тропічних лісах.

## Етимологія
Вид названий на честь Картера Коулмана, який понад 25 років збирав кошти та проводив кампанії за збереження лісів Танзанії. У 1991 році він відновив Групу збереження лісів Танзанії, що базувалася в Танзанії, і продовжив підтримку Африканського фонду охорони тропічних лісів у США та Африканського тресту тропічних лісів у Великій Британії, організації, які продовжують займатися збереженням лісів Танзанії з високим біорізноманіттям.